# Bývalá Bartelmusova továrna
Bartelmusova továrna, založena roku 1870 Eduardem Bartelmusem na území dnešního plzeňského městského obvodu Slovany, patřila v minulosti k věhlasným podnikům. Továrna sloužila k výrobě smaltovaného nádobí.

## Období Bartelmusovy továrny
Továrna se nachází na rohu Železniční a Lobezské ulice, nedaleko vlakového nádraží. V podnikovém areálu byla dříve slévárna, smaltovna, skladiště, ale i továrnická vila se zahradou, kuželníkem a fontánou.
Bartelmusova továrna dosáhla největšího úspěchu až na přelomu 19. a 20. století, kdy stál v jejím čele Mořic Bartelmus. Produkce smaltovaného nádobí se mocně rozšířila a vyvážela se dokonce do celého světa. Smaltované nádobí z Bartelmusovy továrny bylo velmi žádoucí. Výroba proslulého nádobí trvala až do roku 1948, kdy došlo k rozdělení podniku mezi Škodovku, energetické závody a ČSAD. Dřívější továrna poté plnila účel skladu a opravny. Vila byla využita jako mateřská školka. Své funkční období si prostory bývalé Bartelmusovy továrny až do devadesátých let, poté byla většina areálu postupně zbourána. Z areálu bývalé Bartelmusovy továrny se zachovala pouze vila a skladiště v Železniční ulici.